# Malcewka (rejon biełowski)
Malcewka (ros. Мальцевка) – wieś (ros. деревня, trb. dieriewnia) w zachodniej Rosji, w sielsowiecie ilkowskim rejonu biełowskiego w obwodzie kurskim.

## Geografia
Miejscowość położona jest w pobliżu rzeki Ilok, 2 km od centrum administracyjnego sielsowietu ilkowskiego Ilok, 13,5 km od centrum administracyjnego rejonu Biełaja, 96 km od Kurska.
W granicach miejscowości znajduje się 20 posesji.

## Demografia
W 2010 r. miejscowość zamieszkiwało 18 osób.